# Comuna Destrnik
Destrnik (Občina Destrnik) este o comună din Slovenia, cu o populație de 2.496 de locuitori (2002).

## Localități
Desenci, Destrnik, Dolič, Drstelja, Gomila, Gomilci, Janežovci, Janežovski Vrh, Jiršovci, Levanjci, Ločki Vrh, Placar, Strmec pri Destrniku, Svetinci, Vintarovci, Zasadi, Zgornji Velovlek